# Aanepada
Aanepada (sumeri: 𒀀𒀭𒉌𒅆𒊒𒁕, A'an-na-pad-da) va ser el segon rei de la Primera Dinastia d'Ur, cap al 2600 aC. No apareix a la Llista de reis sumeris, però diverses tauletes en testifiquen l'existència. Era fill de Mesannepada, fundador de la Primera Dinastia d'Ur. Probablement va morir sense descendència, ja que el va succeir el seu germà Meskiangnana. Se li atribueix la construcció del temple de Tell al-Ubaid.
Es creu que la seva tomba pot ser la tomba PG 580 del Cementiri reial d'Ur.

## Tauletes votives
Es coneixen diverses tauletes que porten el seu nom, en particular dedicades a Ninhursag, i proclamant Mesannepada com el seu pare.
A continuació es reprodueix la insripció d'una tauleta trobada l'hivern del 1922-1923 al temple d'al-Ubaid:
𒀭𒊩𒌆𒄯𒊕 / 𒀀𒀭𒉌𒅆𒊒𒁕 / 𒈗𒌶𒆠 / 𒌉𒈩𒀭𒉌𒅆𒊒𒁕 / 𒈗𒌶𒆠 /𒀭𒊩𒌆𒉺𒂅𒊏 / 𒂍 𒈬𒈾𒆕
Dnin-hur-sag / a-an-ne2-pa3-da / lugal uri5{ki} / dumu mes-an-ne2-pa3-da / lugal uri5{ki} /Dnin-hur-sag-ra / e2 mu-na-du3
"Per a Nin-hursag: Aanepada, rei d'Ur, fill de Mesannepada, rei d'Ur, va construir el temple per Ninhursag"

(Tauleta dedicatòria del rei Aannepada, Museu Britànic, BM 116982)

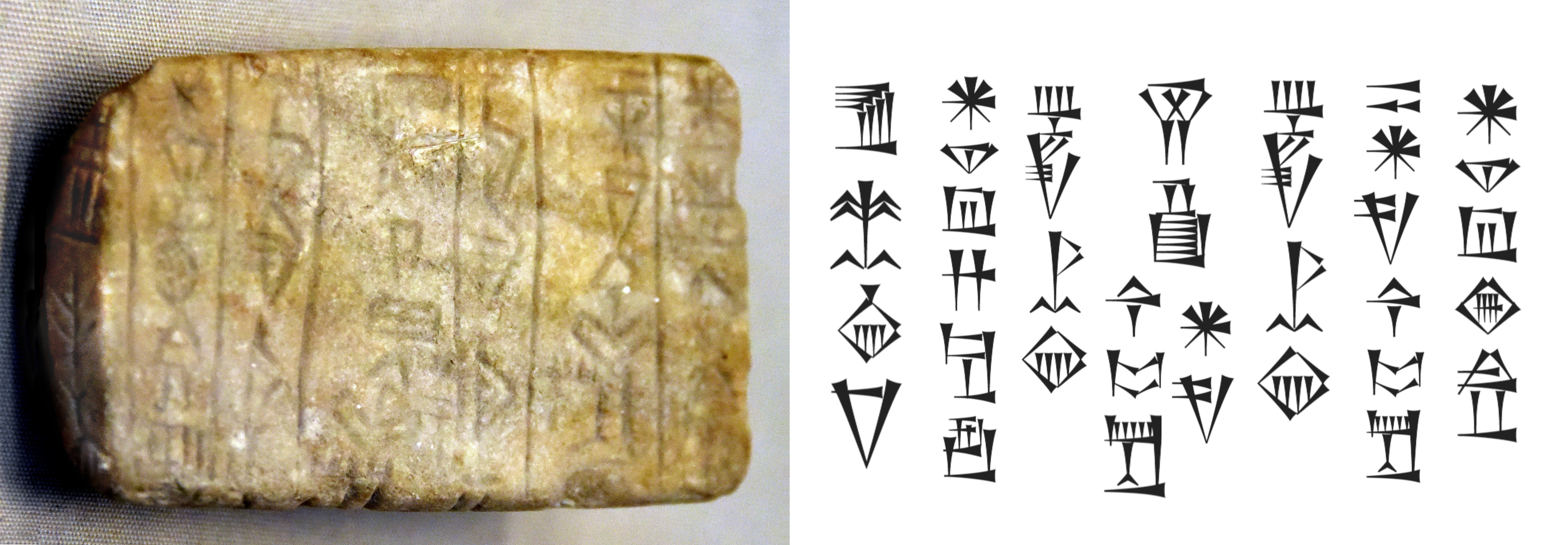
Transcripció de la tauleta 116982 del Museu Britànic.
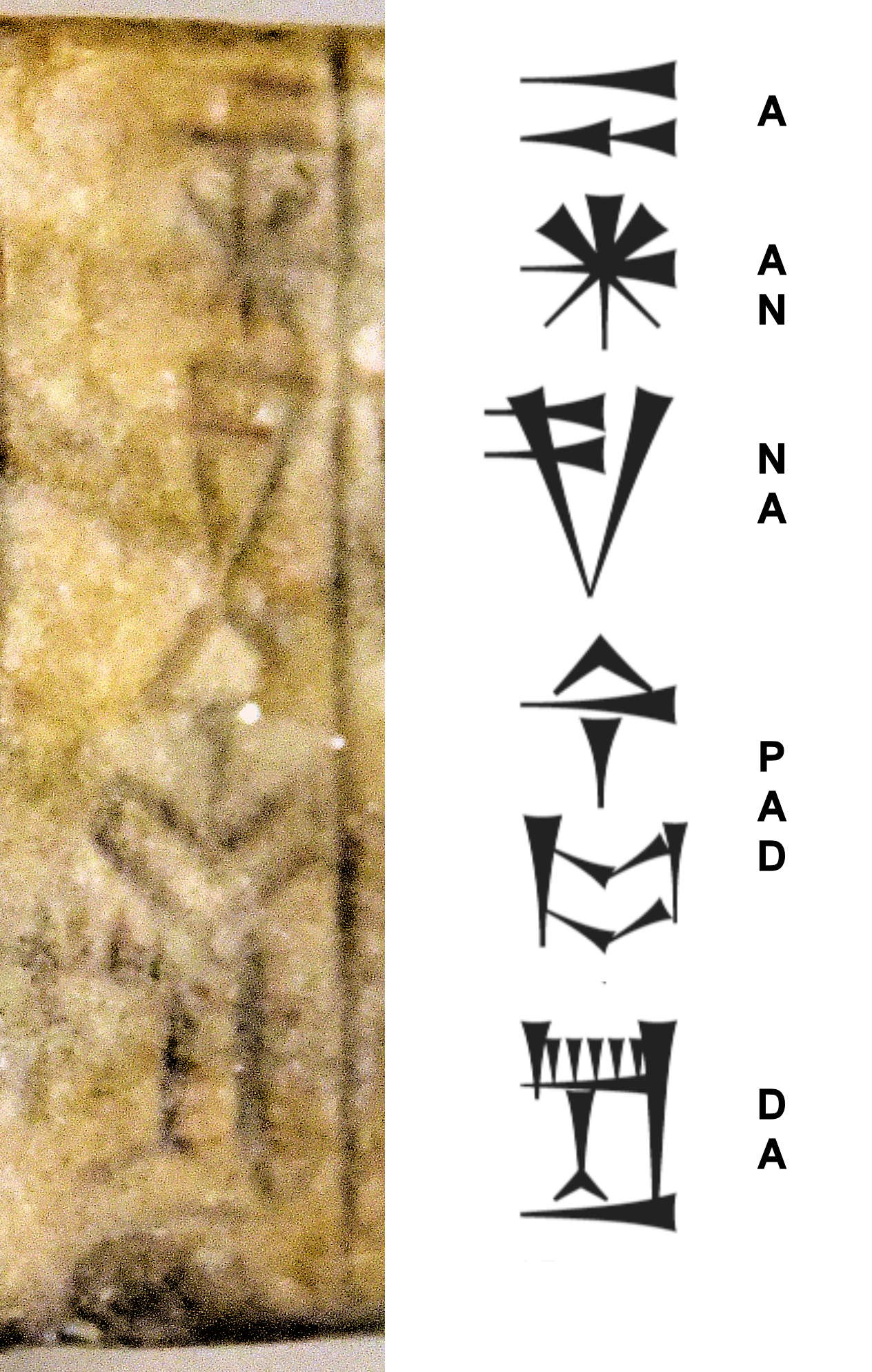
a'an-na-pad-da.
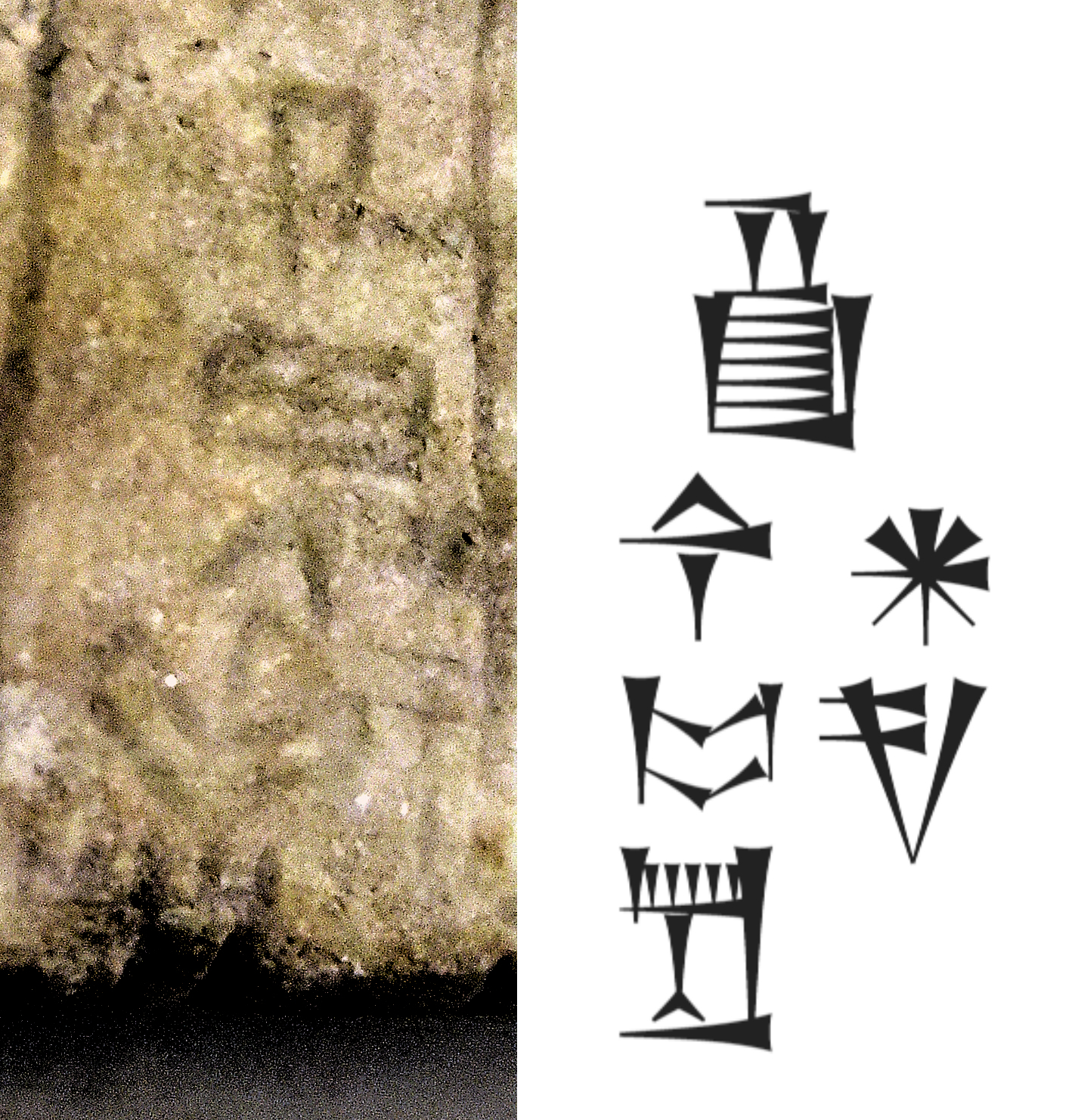
mes-an-ne₂-pad₃-da.

## Con de fundació
A Ur s'hi va trobar un con de fundació fet d'un aliatge de coure, que duia el nom del rei Aanepada en una dedicatòria per a Inanna. Avui aquesta peça es troba al Museu Britànic de Londres (BM 90951).
El con va ser descobert pel funcionari i arqueòleg britànic John George Taylor el 1854 durant les seves excavacions a Ur. Té una longitud de 34,3 centímetres, un diàmetre de 3,7 centímetres i un pes d'1,7 quilograms. Segons el Museu Britànic, es va trobar juntament amb uns altres dos objectesː una pedra tallada amb nansa i un retrat de lapislàtzuli, que probablement formaven part d'un dipòsit de fundació.

El contingut real de la inscripció del con s'havia passat per alt, fins que va ser publicat per J.C. Gadd el 1928.

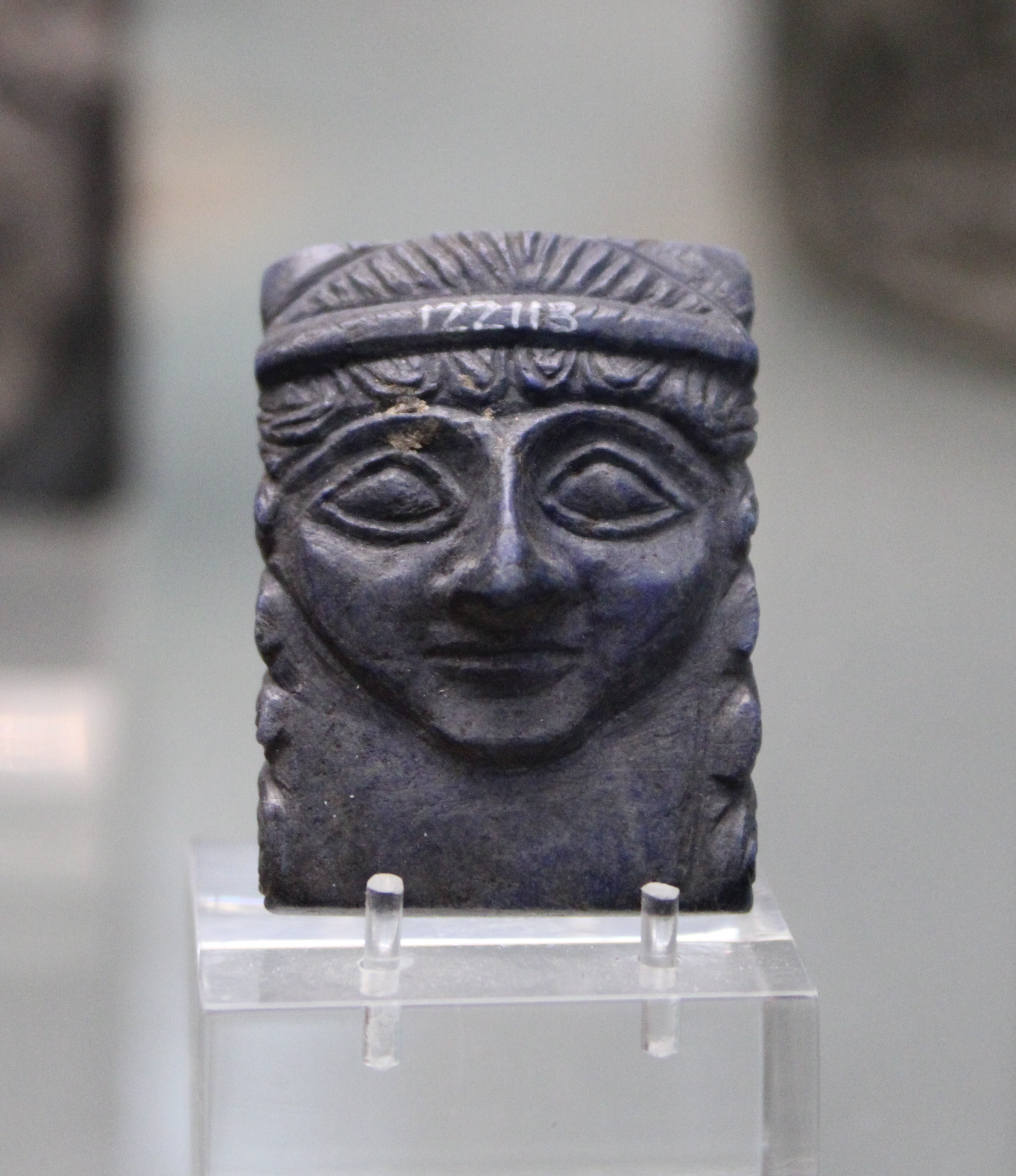
Retrat femení de lapislàtzuli trobat amb el con en el mateix dipòsit de la fundació.
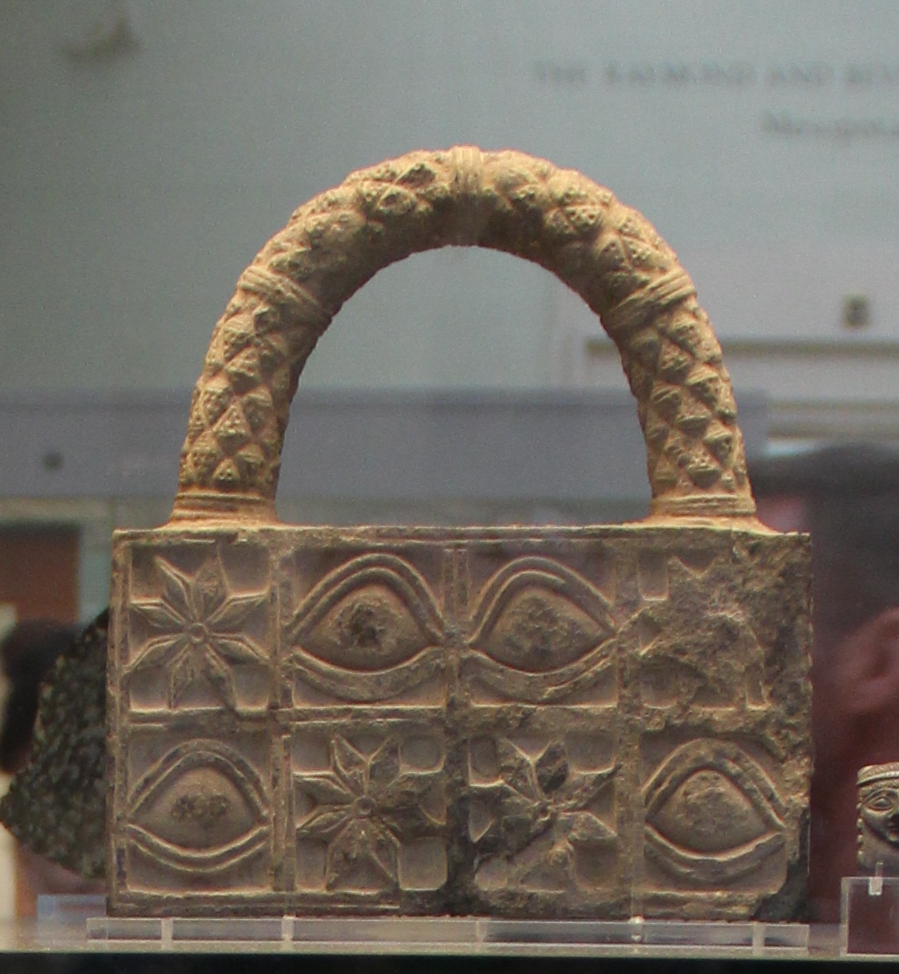
Pedra tallada amb nansa, del mateix dipòsit de fonamentació. Probablement és d'origen elamita.
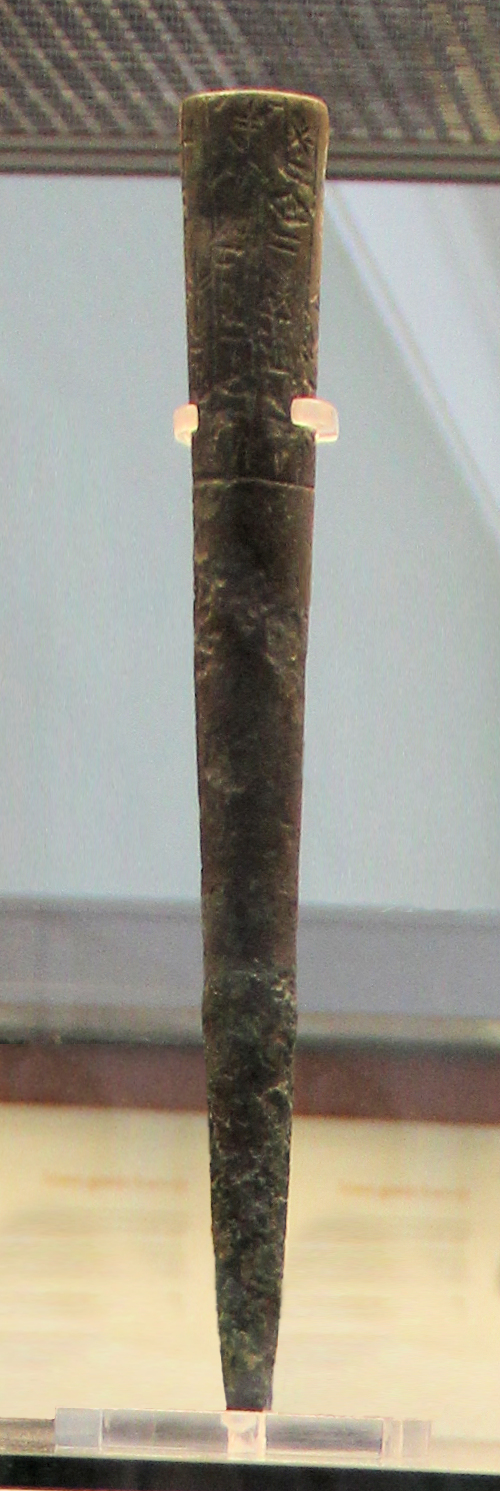
Con de fundació.

## Peces de la tomba PG 580 a Ur
S'ha suggerit que la tomba d'Aanepada podria ser la PG 580 al cementiri reial d'Ur.

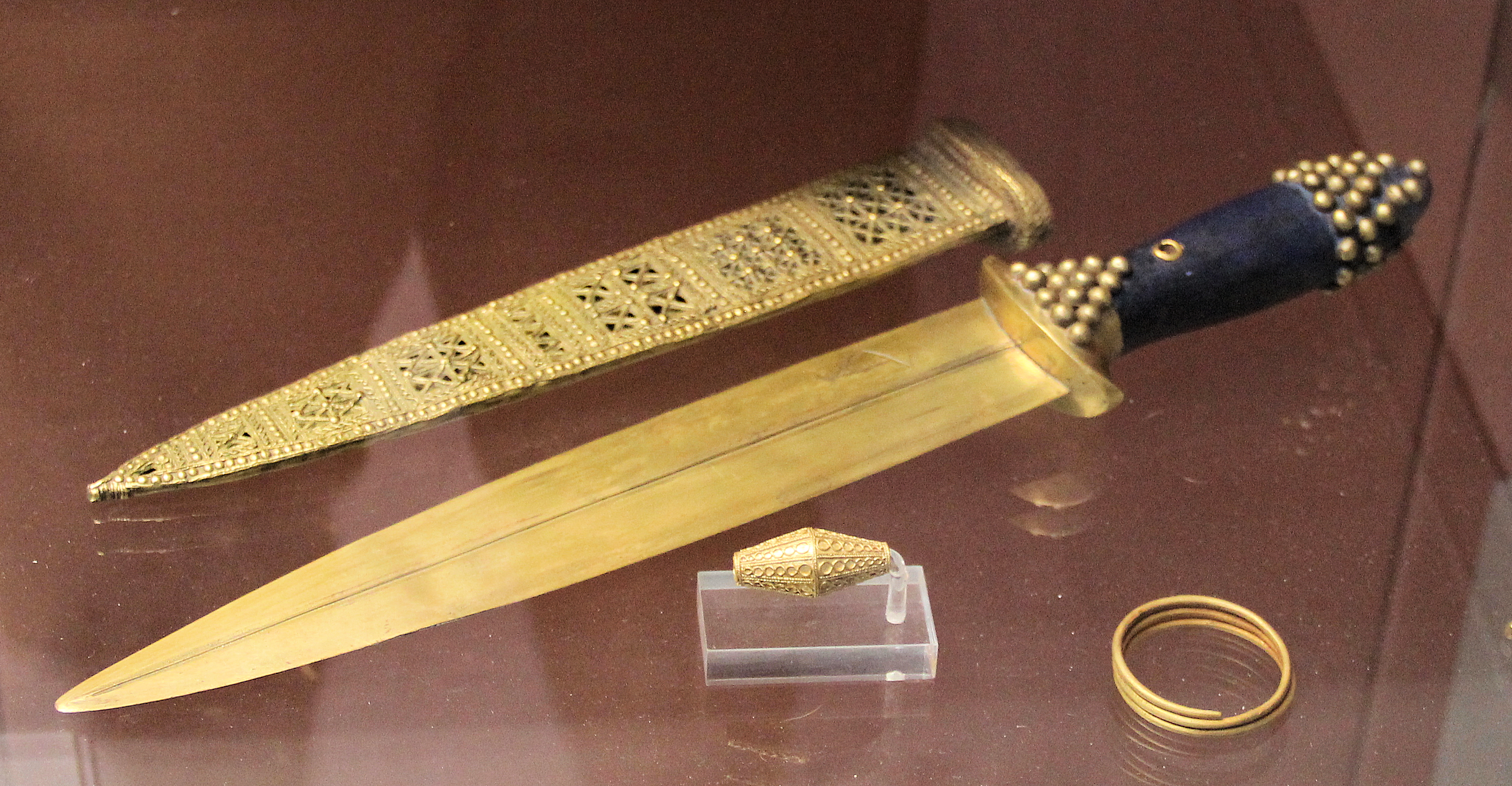
Daga.
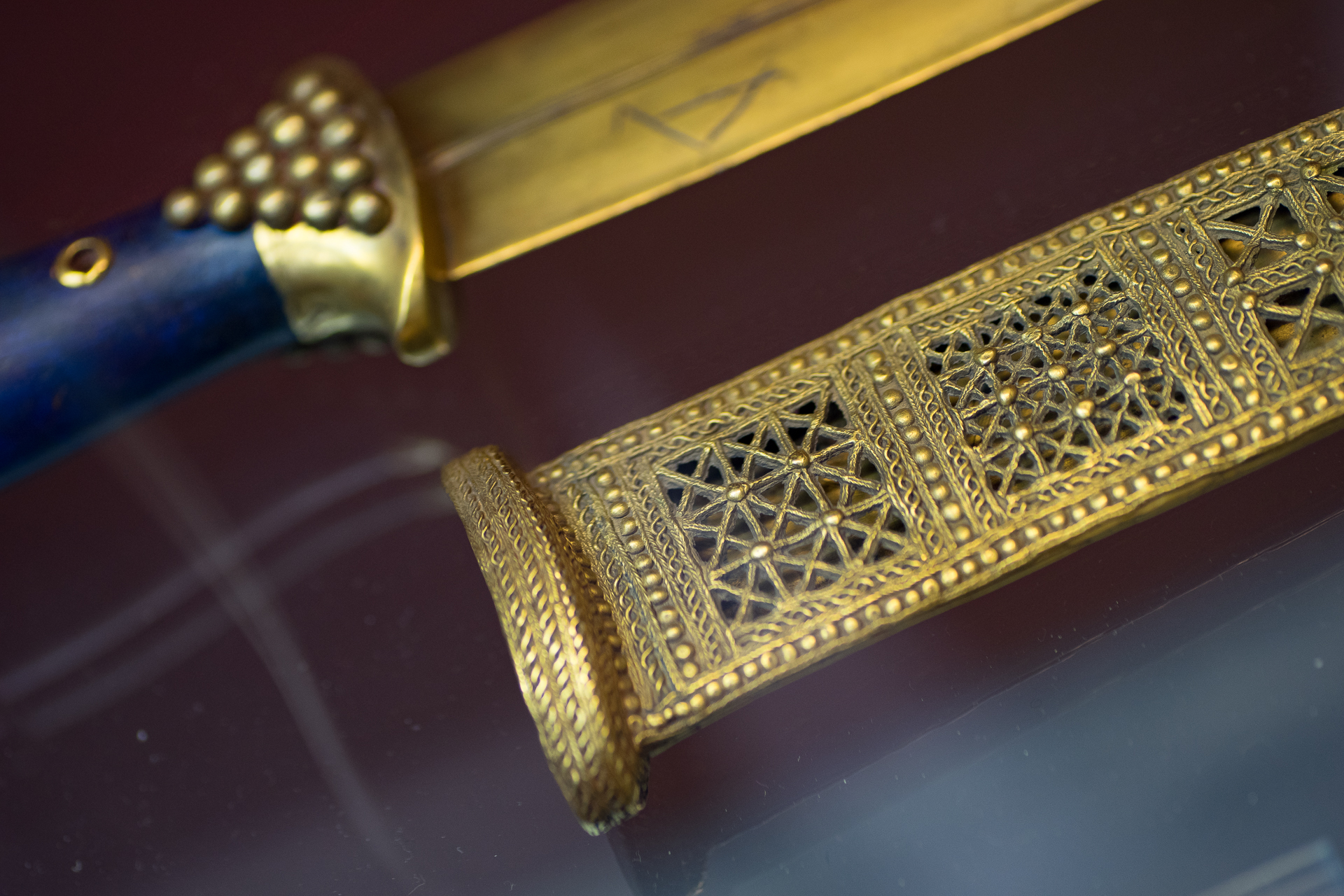
Daga, detall.
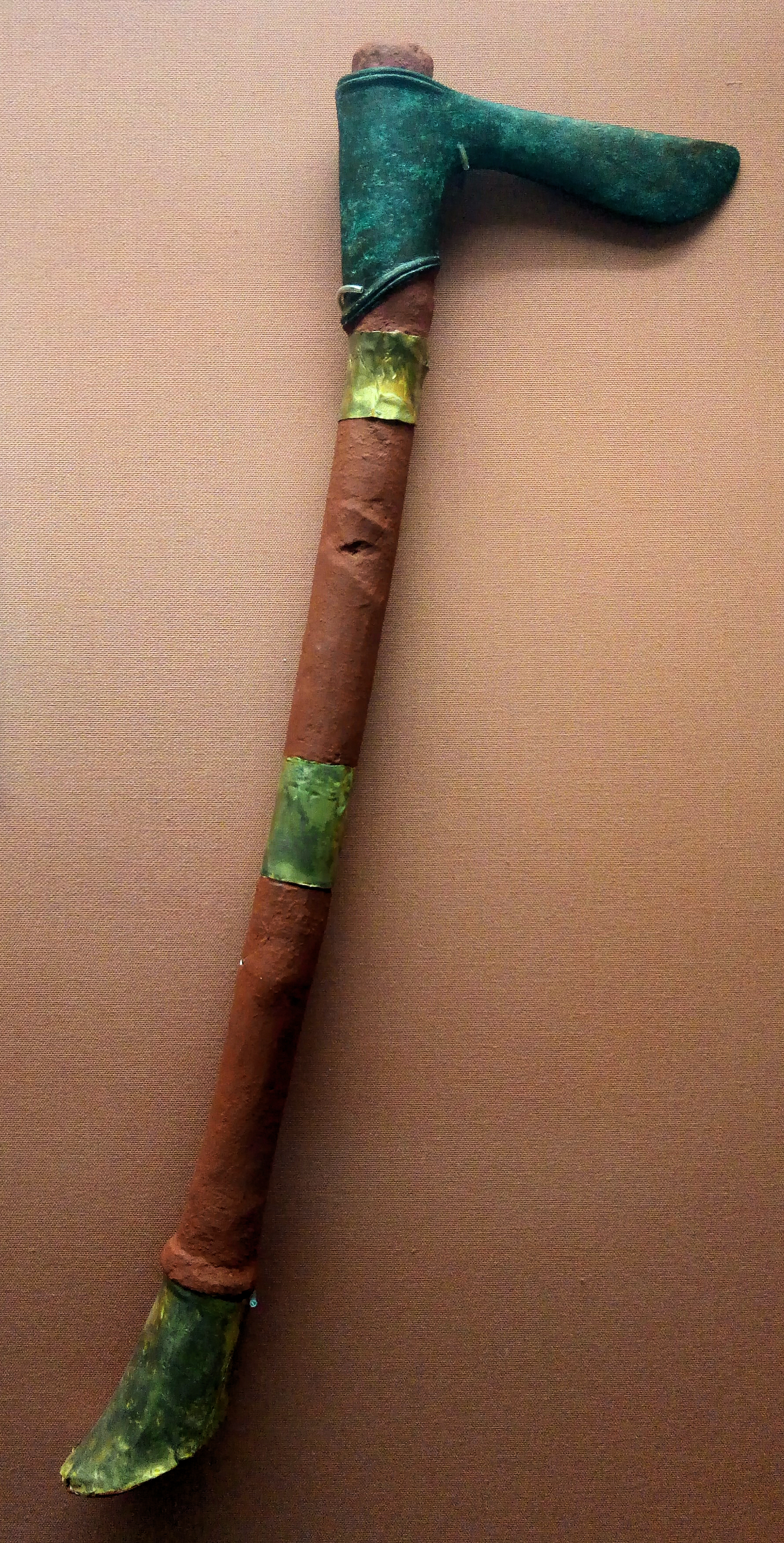
Destral d'aliatge de coure.
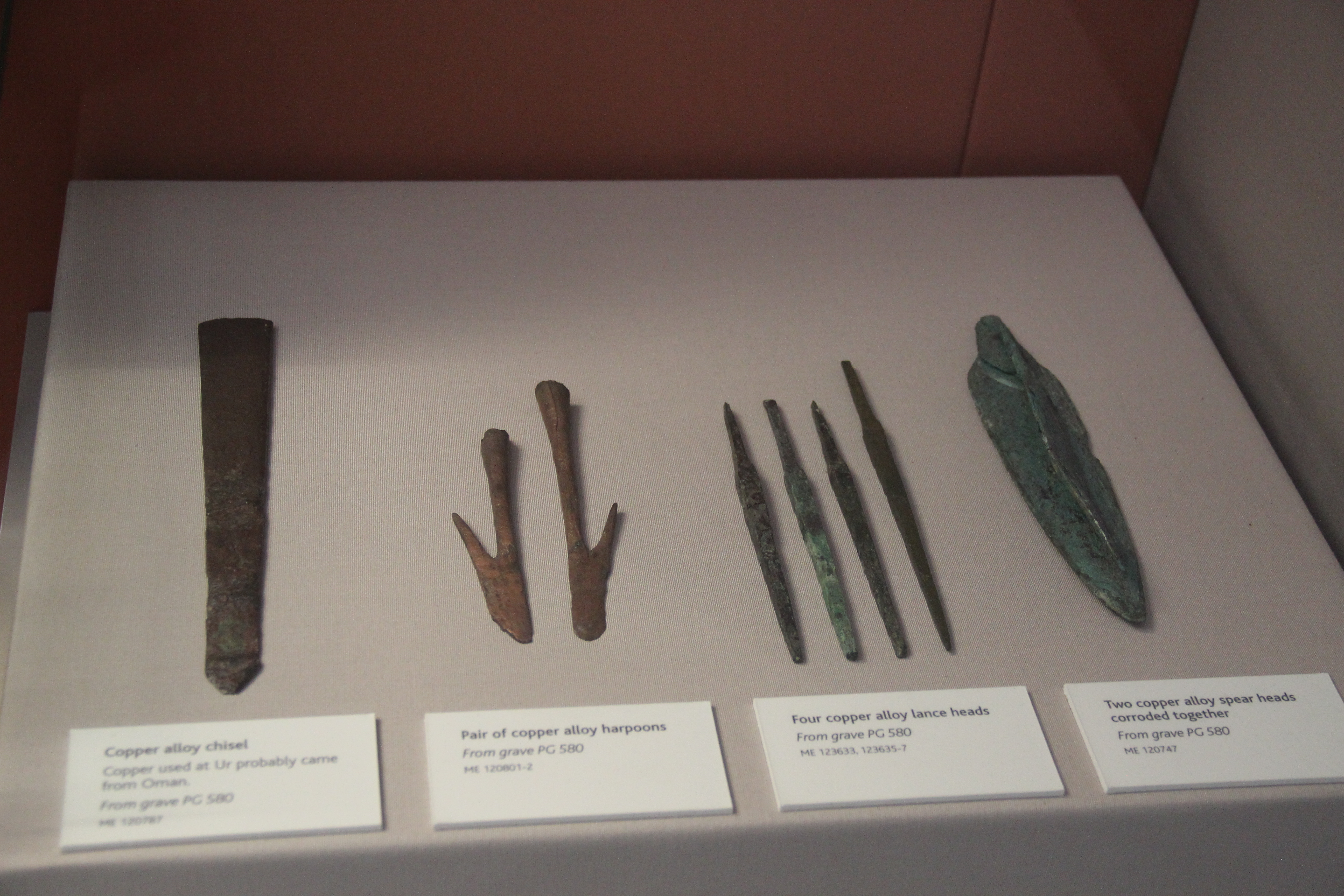
Cisell d'aliatge de coure, arpons, llança i caps de llança.
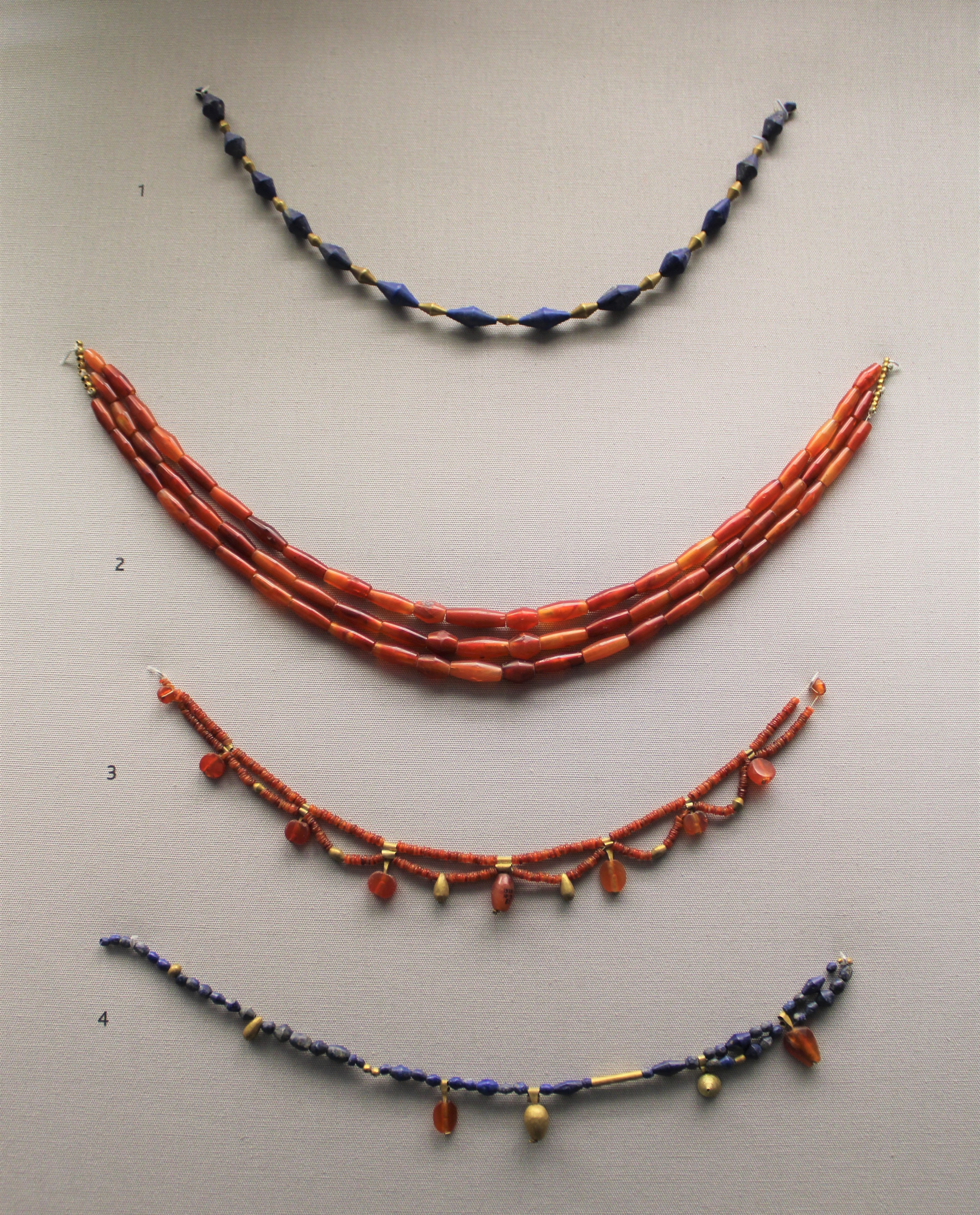
Joies.
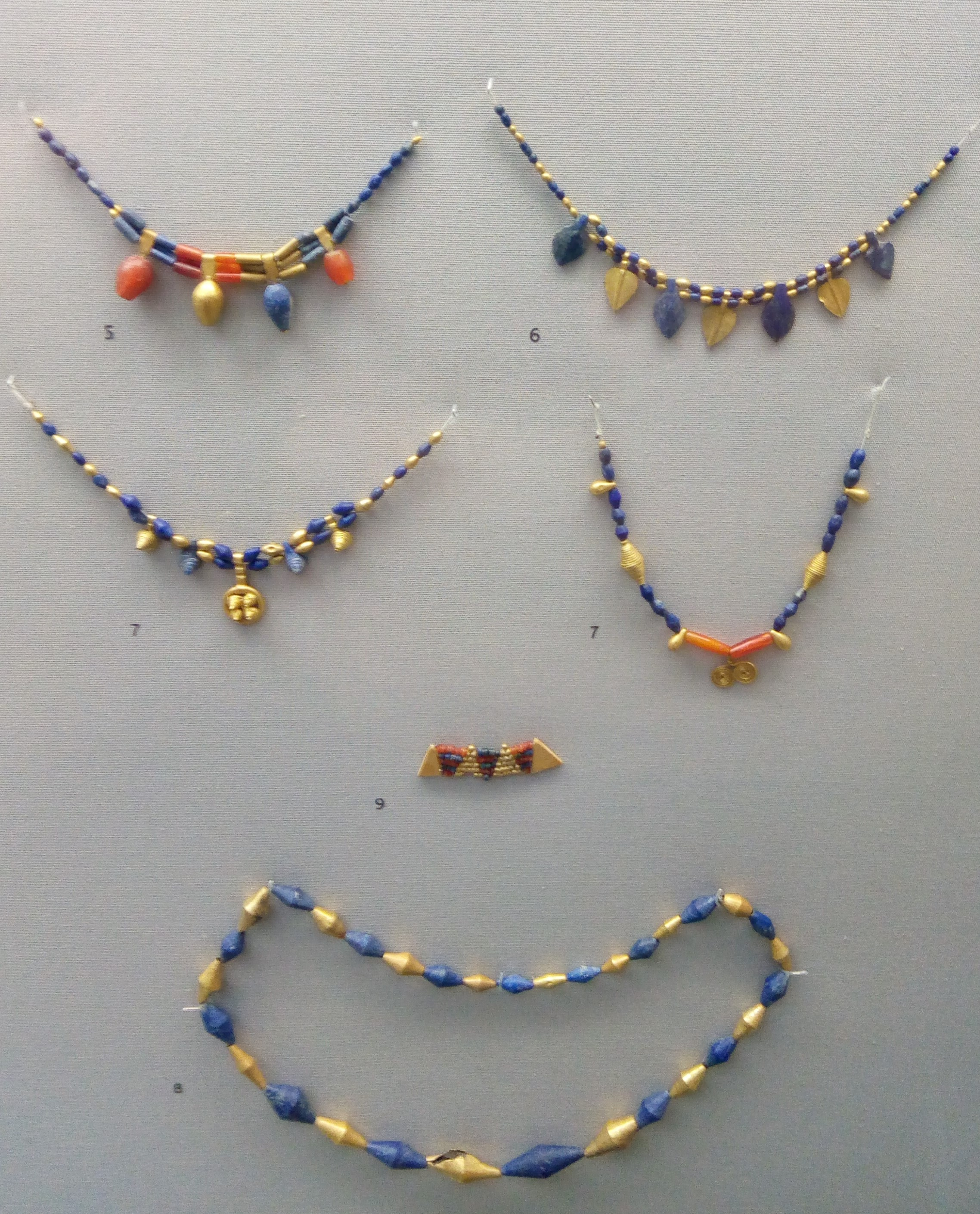
Joies.
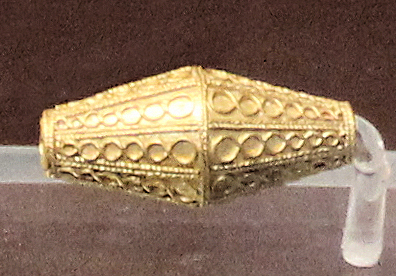
Perla amb filigrana, BM 121427.
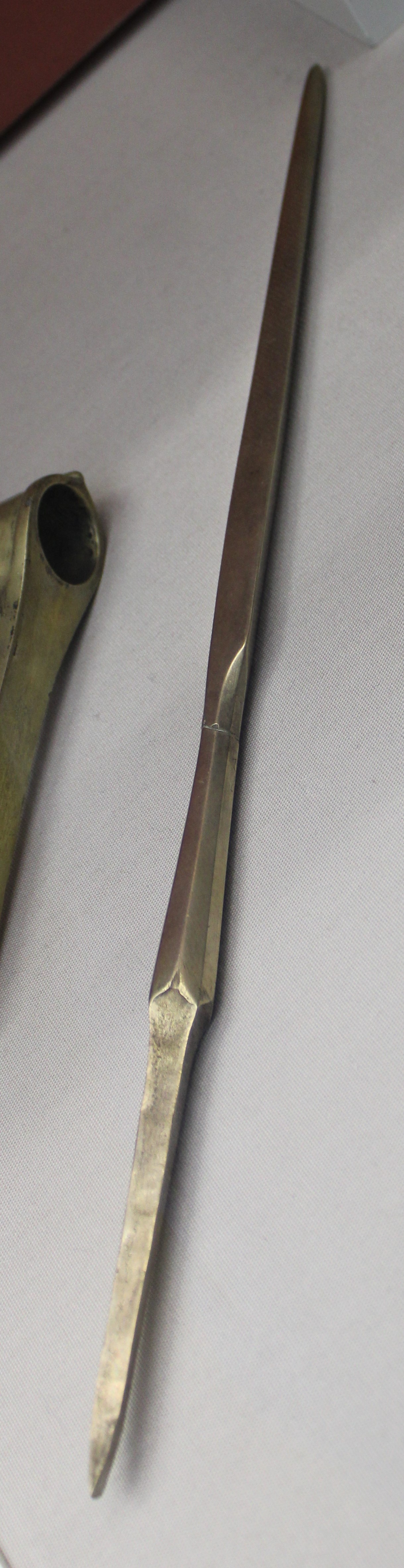
Punta de llança d'or.